# Tajemství Ocelového města
Tajemství Ocelového města (littéralement en français Le secret de la cité d'acier), est un film d'aventure tchèque pour adolescents réalisé par Ludvík Ráža et sorti en 1978. 
Il est basé sur le livre de Jules Verne Les Cinq Cents Millions de la Bégum.

## Synopsis
Deux hommes riches construisent chacun sa ville. L'un, le docteur Sarrasin (Martin Růžek (cs)) établit la jolie ville de Fortuna, tandis que l'autre, le professeur Janus (Josef Vinklář (cs)) fonde une ville industrielle faite d'acier. La première ville veut vivre en paix tandis que la seconde fabrique une énorme bombe avec une substance mystérieuse qui ne détruit pas les bâtiments, mais tue les gens. Le gendre de Sarrasin, l'ingénieur Zodiak (Jaromír Hanzlík), est envoyé en espion dans la Cité de l'Acier pour percer le mystère et aider à sauver Fortuna de la destruction. Janus décide de détruire Fortuna avec un énorme canon, mais la charge est trop importante et détruit le canon, tuant l'opérateur ainsi que le professeur Janus. 

## Deuxième version
Il existe deux scénarios du film. La première version est très proche du livre de Verne. Elle est conservée dans les archives des Studios Barrandov mais en raison du coût de la production, le film est réduit.
Dans ce scénario, le professeur Janus, tout comme dans le livre, dispose de deux types de grenades pour le canon longue portée. Le premier est rempli de dioxyde de carbone liquéfié, le second contient une centaine de petites charges incendiaires qui sont libérées juste avant l'impact sur la cible, provoquant une centaine d'incendies simultanément. Janus hésite initialement à utiliser un missile de congélation avec du gaz liquéfié car il est soumis à une pression constante et il peut ainsi éclater en cas de tir et provoquer une catastrophe au point d'impact. Il choisit donc un missile incendiaire pour sa première attaque sur Fortuna. Lorsqu'il démasque l'espion, en colère, il fait augmenter la charge du canon. Cela permet au missile d'atteindre sa première vitesse cosmique et de se retrouver en orbite, comme un satellite artificiel de la Terre. Les habitants de Fortuna, en particulier les enfants, la considèrent comme une « fusée du Nouvel An ultra-moderne » car ils célèbrent le réveillon du Nouvel An.
Quelques jours plus tard, une deuxième tentative d'attaque contre Fortuna suit. Janus utilise un missile glacial sur elle mais le canon explose et tue Janus et son opérateur.
L'histoire se termine sur la terrasse de la villa de Fortuna, où Marcel, son fils, joué par Tomáš Holý (cs) dans le film , et Viktor, qu'il adopte, observent les survols du premier satellite artificiel de la Terre...

## Distribution
- Jaromír Hanzlík : Marcel Zodiak
- Martin Růžek (cs) : le docteur Sarrasin
- Josef Vinklář (cs) : le professeur Janus
- Petr Kostka (cs) : Van Hulshov
- Jan Potměšil (cs) : Viktor
- Taťjána Medvecká (cs) : Alice
- Josef Somr (cs) : Vent
- Petr Čepek : Filbank